# احمد میدری
احمد مِیدَری (زادهٔ ۱۳۴۲) سیاستمدار اصلاح‌طلب و اقتصاددان نهادگرای ایرانی است که از ۳۱ مرداد ۱۴۰۳ در دولت چهاردهم سمت وزیر تعاون، کار و رفاه اجتماعی را بر عهده دارد. او نماینده پیشین حوزه انتخابیه آبادان در ششمین دوره مجلس شورای اسلامی و عضو کمیسیون اقتصادی مجلس بوده است.
میدری دارای دکترای تخصصی اقتصاد و کارشناسی ارشد توسعه و برنامه‌ریزی اقتصادی از دانشگاه تهران است. او سابقه تدریس در دانشگاه علامه طباطبایی و دانشگاه شهید چمران اهواز را دارد و در سال ۱۳۸۲، دوره کوتاه‌مدت آموزشی و پژوهشی دانشگاه سازمان ملل را نیز طی کرده است. وی از سال ۱۳۹۲ تا ۱۴۰۰ معاون رفاه اجتماعی وزارت تعاون، کار و رفاه اجتماعی بود.

## تحصیلات
میدری لیسانس اقتصاد نظری را در سال ۱۳۶۸ از دانشگاه شیراز گرفت و دوره کارشناسی ارشد رشته توسعه و برنامه‌ریزی اقتصادی را در سال ۱۳۷۲ در دانشگاه تهران به پایان رساند. او مدرک دکترای اقتصاد در زمینه اقتصاد پولی را در سال ۱۳۸۱ از دانشگاه تهران دریافت و در سال ۱۳۸۲ دوره کوتاه‌مدت آموزشی و پژوهشی دانشگاه سازمان ملل را نیز طی کرده است. او همچنین سابقهٔ عضویت در هیئت علمی گروه اقتصاد دانشگاه شهید چمران اهواز و سابقه تدریس در دانشگاه علامه طباطبائی و دانشگاه آزاد اسلامی واحد شیراز را دارد.

## نماینده مجلس شورای اسلامی
میدری نماینده ششمین دوره مجلس شورای اسلامی (۱۳۷۹–۱۳۸۳) از حوزه انتخابیه آبادان بود و در کمیسیون اقتصادی عضویت داشت. امضای نامه موسوم به جام زهر به رهبر جمهوری اسلامی ایران (که به ادعای عده‌ای، توسط شخص او نوشته شده بود) از جمله اقدامات او در دوره نمایندگی بود. میدری از ۱۳۹ نماینده این مجلس بود که در اعتراض به رد صلاحیت خود در انتخابات مجلس هفتم از سوی شورای نگهبان در مجلس تحصن کردند و به‌طور دسته جمعی از نمایندگی استعفا دادند.

## معاونت رفاه اجتماعی وزیر رفاه
میدری در دولت یازدهم و دوازدهم به عنوان معاون رفاه اجتماعی وزارت رفاه و تأمین اجتماعی فعالیت کرد و به‌طور همزمان در سال ۱۳۹۲ به سمت دبیر هیئت امنای تأمین اجتماعی منصوب شد. او از سال ۱۳۹۶ ریاست کمیته آمار بخشی (شورای آمار) وزارت تعاون، کار و رفاه اجتماعی را نیز بر عهده گرفت.
اولین اقدام مهم وزارت رفاه در این دوره طراحی طرح توزیع سبد کالا و یارانه کالایی به عنوان جایگزینی برای پرداخت نقدی یارانه بود. این طرح در ماه‌های اول دولت یازدهم در جلسات متعدد در وزارت رفاه طراحی و در بهمن ماه سال ۱۳۹۲ اولین مرحله پرداخت سبد کالا به اجرا درآمد که در آن مرغ، تخم مرغ، برنج، روغن خوراکی و پنیر به ۱۰ میلیون خانوار شهری و روستایی تعلق گرفت. مرحله دوم پرداخت سبد کالا در اسفند همین سال انجام و در سال بعد نیز ۲ مرحله دیگر انجام شد ولی ادامه نیافت. پرداخت کالایی یارانه در اصابت یارانه به هدف تأمین حداقل کالری مورد نیاز برای اقشار آسیب‌پذیر و یارانه نقدی در کاهش فقر در جوامع هدف و ایجاد رشد اقتصادی بهینه هستند.
از اقدامات مورد پیگیری میدری در این دوره طرح شفافیت شرکت‌های شستا با یک کانال تلگرامی بود که به شکست انجامید. طرح مهم دیگر مورد پیگیری وزارت رفاه و میدری در این دوره، طرح کوپن الکترونیک در سال ۱۳۹۷ بود که قرار بود در آن از منابع دولتی (در شرایط تشدید کسری بودجه) کوپن برای خرید کالاهای غذایی مشخص شده‌ای داده شود که از آن کالاها به عنوان کالای اساسی یاد می‌کرد. این طرح با وجود اعلام عمومی در نهایت اجرا نشد. از موضوعات دیگر مورد پیگیری او و وزارت رفاه در این دوره پیگیری برنامه بازگرداندن کودکان بازمانده از تحصیل به مدرسه بود که میدری دربارهٔ آن مصاحبه‌های گوناگونی دارد.

## دیدگاه‌های اقتصادی و اجتماعی
گرایش احمد میدری در اقتصاد متمایل به اقتصاد نهاد گراست و به این دلیل برخی از تجویزهای اقتصاد متعارف یا جریان اصلی را رد می‌کند. یکی از این موارد، بحث هدفمندسازی یارانه‌ها بود که از آخرین روزهای پاییز سال ۱۳۸۹ به اجرا گذاشته شد و میدری از کارشناسان سرشناس در مخالفت با آن بود و در مناظره‌ها و نوشته‌ها بیان کرد این طرح به سه دلیل کلیدی قادر به حل مشکلات ساختاری اقتصاد ایران نیست که این سه دلیل شامل رقابت، مالکیت خصوصی و بازار است. در سال ۱۳۹۱ که قرار بود مرحله دوم این طرح اجرا شود او با این استدلال که کنترل تورم در این دولت و دولت بعد باید مقدم بر تکمیل اجرای طرح هدفمند سازی یارانه‌ها به عنوان اقدامی در اصلاح ساختار اقتصاد کلان که تورم زاست باشد، با اجرای آن مخالفت کرد و به انتقاد از دولت پرداخت که با توجه به افزایش قیمت دلار و ثابت بودن قیمت حامل‌های انرژی از جمله برق و آب، در ادامه اجرای این طرح به دنبال رفع کسری بودجه و افزایش پول دادن به مردم به جای صرف این پول‌ها در طرح‌های عمرانی، افزایش حقوق کارکنان دولت و مناطق محروم است.
او معتقد است علم اقتصاد جریان اصلی یا متعارف در برخی مسائل مثل نوسان قیمت می‌تواند مورد استفاده قرار گیرد ولی از آنجا که ادعای آن این است که تحلیل‌هایش فقط مربوط به این چارچوب نیست و در تقریباً تمام مسائل اقتصادی پاسخگو است و جامعیت دارد، با این دستگاه تحلیلی مخالف است. او از شناخته‌شده‌ترین مدافعان نهادگرایی ایرانی است ولی خود را اقتصاددان نهادگرا معرفی نمی‌کند، اما به واسطه نوشته‌ها و نظرات اقتصادی، وی را با نهادگرایی می‌شناسند.
عامل ایجاد فقر

میدری در سال ۱۳۹۷ که معاون وزیر رفاه بود در نشست بررسی راهکارهای رهایی از دام فقر در کشور که در دانشگاه تهران برگزار شد در مورد عوامل ایجاد فقر می‌گوید:
فقر محصول تسلط منافع یک گروه به گروه‌های دیگر جامعه است که می‌تواند در سطح جهانی، یک کشور یا منطقه باشد. در سطح جهانی تسلط نظامیان و سرمایه‌داری ازجمله مصداق‌های ایجادکننده فقر هستند و بعد از نظامیان، بانکداران بزرگ‌ترین عامل گسترش فقر هستند.
ناترازی صندوق‌های بازنشستگی، بانک‌ها و مسائل محیط زیستی در دهه ۹۰
میدری در شهریور ماه ۱۳۹۸ در میزگردی برای «بررسی راهبردهای اقتصادی دولت در عمر ۶ ساله و بیان راهکار برای دو سال پیش رو» بیان می‌کند: بجز دولت فعلی هر دولت دیگری با هر گرایش سیاسی روی کار می‌آمد با مشکلات و روندهایی همچون بحران ناترازی صندوق‌های بازنشستگی، مشکلات نظام بانکی و روند تخریب محیط زیست مواجه بود که آثار منفی آنها در طول زمان شدت پیدا کرده است اما دولت توانسته با اقداماتی حمایت از اقشار آسیب‌پذیر را در دستور کار خود قرار دهد.
آسیب‌های محیط زیستی در ایران به شدت به بد مصرفی منابع آب و سوخت‌های فسیلی مرتبط است که قرار بود با اجرای طرح‌هایی مثل هدفمند سازی یارانه‌ها و برنامه پنجم توسعه در زمینه مصرف آب و حامل‌های انرژی به این مسائل رسیدگی شود. بحران و ناترازی در سیستم بانکی در این دهه به واسطه سیاست پولی انقباضی غیراصولی در دولت یازدهم و مقاوت وزیر اقتصاد وقت در مقابل اصلاح نظام بانکی رخ داد.

## سوابق

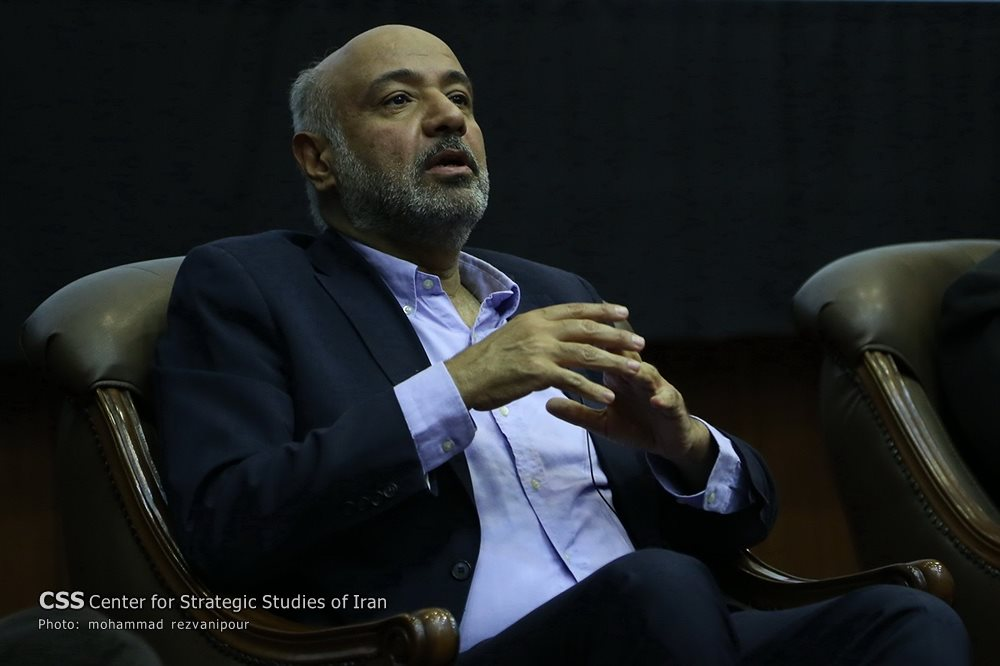
میدری در مستند بمب ساعتی

### سوابق اجرایی
- وزیر تعاون، کار و رفاه اجتماعی (از ۱۴۰۳)
- معاون رفاه اجتماعی وزیر کار (۱۳۹۲–۱۴۰۰)[۳۱][۳۲]
- نماینده مجلس شورای اسلامی در دوره ششم[۳۳]
- مشاور قائم مقام وزیر اقتصاد (از سال ۱۳۸۳ تا ۱۳۸۴)
- عضو هیئت مدیره بیمه دانا (از خرداد ۱۳۸۴ تا تیر ۱۳۸۶)
- عضو ناظر شورای برنامه‌ریزی استان خوزستان در دوره نمایندگی

### سوابق آموزشی
1. عضو هیئت علمی دانشگاه شهید چمران اهواز
2. تدریس در دانشگاه علامه طباطبایی از سال ۱۳۸۳ تاکنون در دوره‌های کارشناسی و کارشناسی ارشد (دروس: سیاست‌گذاری در بخش صنعت، نظام‌های اقتصادی، اقتصاد توسعه، و روش تحقیق)
3. تدریس در دانشگاه آزاد اسلامی واحد شیراز و آبادان، دروس اقتصاد خرد و کلان (از سال ۱۳۷۲ تا ۱۳۷۵)

### سوابق پژوهشی
- پژوهشگر مرکز تحقیقات استراتژیک (از سال ۱۳۶۹ تا ۱۳۷۲)
- پژوهشگر مرکز پژوهش‌های مجلس شورای اسلامی (از سال ۱۳۷۴ تا ۱۳۷۶)

## آثار

### تالیفات
1. کتاب دوجلدی "در جستجوی سعادت عمومی" جهاد دانشگاهی و انتشارات روزنه ۱۴۰۰–۱۳۹۹
2. مقدمه کتاب توسعه به مثابه توانمندسازی حکومت ۱۳۹۸
3. کتاب حکمرانی خوب – مرکز پژوهشهای مجلس ۱۳۸۲
4. ترجمه کتاب "اقتصاد ایران در عصر جمهوری اسلامی"- مرکز پژوهشهای مجلس – انتشار محدود ۱۳۷۶
5. ترجمه کتاب "شیوه‌های تسهیل تجاری" مؤسسه پژوهشهای وزارت بازرگانی ۱۳۷۶
6. مقدمه‌ای بر کتاب "بهبود عملکرد شرکت‌های دولتی" مرکز پژوهشهای مجلس ۱۳۸۵
7. کتاب "بی‌ثباتی سیاسی در اندیشه اقتصاددانان" – نشریه راهبرد شماره پنج ۱۳۷۳
8. کتاب "عدم تقارن اطلاعات منبع رانت" – نشریه راهبرد شماره چهار ۱۳۷۳
9. پروژه تحقیقاتی "نقش اصناف در توزیع درآمد – مرکز پژوهشهای مجلس ۱۳۷۸
10. پروژه تحقیقاتی "بررسی علل موفقیت چین در ایجاد اشتغال" - مؤسسه کار و تأمین اجتماعی ۱۳۷۸
11. پروژه تحقیقاتی "انواع ساختارهای شرکتی در کشورهای پیشرفته" – سازمان تأمین اجتماعی ۱۳۷۹
12. تغییر در سیاست‌های بانک جهانی و پیدایش نظریه حکمرانی خوب" - نشریه نامه مفید - دانشگاه مفید ۱۳۸۳
13. کتاب "حکمرانی خوب و امکان‌سنجی آن در ایران" - مؤسسه عالی پژوهش در توسعه و برنامه‌ریزی ۱۳۸۴
14. کتاب "ادعای دروغین به نام دانش" فریدریش فون هایک (ترجمه) - اقتصاد سیاسی ۱۳۸۵

### طرح‌های پژوهشی
1. طرح پژوهشی «سازمان تأمین اجتماعی و محیط کسب و کار»، انجمن مدیران صنایع ۱۳۸۸
2. طرح پژوهشی «شناخت موانع رشد بخش خصوصی در صنعت پست برنامه بهبود محیط کسب و کار دفاتر خدمات ارتباطی»، مرکز تحقیقات مخابرات ایران گروه پست، آذر ۱۳۸۵ - خرداد ۱۳۸۶
3. طرح پژوهشی «نظری اجمالی بر ارزیابی قوانین و مقررات:ضرورت‌ها و پیشنهادها»، مرکز پژوهش‌های مجلس خرداد ۱۳۸۵
4. طرح پژوهشی «یک نقد و یک پاسخ دربارهٔ خصوصی‌سازی مردمی: تجربه شکست خورده کوپن سهام را تکرار نکنید»، مرکز پژوهش‌های مجلس، تابستان ۱۳۸۴
5. طرح پژوهشی «بررسی علل موفقیت چین در ایجاد اشتغال»، مؤسسه کار و تأمین اجتماعی ۱۳۷۸
6. طرح پژوهشی «نقش اصناف در توزیع درآمد»، مرکز پژوهش‌های مجلس ۱۳۷۸
7. طرح پژوهشی «جایگاه مجلس درتدوین برنامه پنج ساله سوم»، مرکز پژوهش‌های مجلس تیر ۱۳۷۸
8. طرح پژوهشی «پیش‌نیازهای خصوصی‌سازی»، مرکز پژوهش‌های مجلس تیر ۱۳۷۸
9. طرح پژوهشی «نگاهی به نظام برنامه‌ریزی برنامه سوم»، مرکز پژوهش‌های مجلس اردیبهشت ۱۳۷۸
10. طرح پژوهشی «جایگزین‌ها برای خصوصی‌سازی»، مرکز پژوهش‌های مجلس فروردین ۱۳۷۸